# Aqualtis
Aqualtis è una linea di lavabiancheria e lavasciuga da libera installazione a marchio Hotpoint-Ariston prodotta da Indesit Company e disegnata da Makio Hasuike.
La prima versione dell'elettrodomestico è stata lanciata nella seconda metà 2005, mentre nel 2009 vi è stato un restyling sia estetico che tecnologico che ha interessato la maggior parte dei modelli.
Sia la versione lavabiancheria che la versione lavasciuga sono sul mercato con tre differenti interfacce grafiche: a spie luminose (Led), digitale e con schermo LCD a matrice di punti.
A fine 2009 è stata presentata l'ultima evoluzione tecnologica del prodotto con il lancio del modello "Auto Dose System", dotato di due serbatoi indipendenti capaci di contenere fino a 5,5 litri di detersivo liquido e 3,5 litri di ammorbidente con l'obiettivo di rendere più veloce l'operazione di carico del detersivo e di limitarne lo spreco.